# Holcocera digesta
Holcocera digesta é uma espécie de mariposa do gênero Holcocera pertencente à família Coleophoridae.